# Конкадираме (Ровиго)
Конкадираме је насеље у Италији у округу Ровиго, региону Венето.
Према процени из 2011. у насељу је живело 818 становника. Насеље се налази на надморској висини од 5 м.